# India en los Juegos Olímpicos de Turín 2006
India estuvo representada en los Juegos Olímpicos de Turín 2006 por cuatro deportistas, tres hombres y una mujer, que compitieron en tres deportes.
La portadora de la bandera en la ceremonia de apertura fue la esquiadora alpina Neha Ahuja. El equipo olímpico indio no obtuvo ninguna medalla en estos Juegos.